# Barbastella leucomelas
Barbastella leucomelas је врста слепог миша из породице вечерњака (лат. Vespertilionidae).

## Распрострањење
Ареал врсте Barbastella leucomelas обухвата већи број држава. Врста је присутна у Кини, Јапану, Авганистану, Индији, Ирану, Египту, Еритреји, Русији, Пакистану, Саудијској Арабији, Јерменији, Азербејџану, Грузији, Бутану, Киргистану, Непалу, Таџикистану, Туркменистану и Узбекистану.

## Станиште
Станишта врсте су шуме и пећине. Врста је по висини распрострањена до 2.500 метара надморске висине.

## Угроженост
Ова врста је наведена као последња брига, јер има широко распрострањење и честа је врста.